# Christian McKay
Christian Stuart McKay (Lancashire, Inglaterra, 30 de diciembre de 1973) es un actor de teatro y cine británico. Es quizás más conocido por su interpretación de Orson Welles en la película de 2008 Me and Orson Welles, por la que fue nominado a más de dos docenas de premios, incluido el Premio BAFTA al Mejor Actor de Reparto. También apareció en películas como Florence Foster Jenkins, La teoría del todo, Tinker Tailor Soldier Spy y Rush.

## Primeros años de vida
McKay nació en Bury, Lancashire. Tiene una hermana, Karen. Su madre, Lynn, trabajaba como peluquera, y su padre, Stuart, era ferroviario. Estudió piano de joven e interpretó el Concierto para piano n.º 3 de Rachmaninoff a los 21 años. Posteriormente, McKay interrumpió su carrera como concertista y se matriculó en la Real Academia de Arte Dramático para estudiar interpretación.